# Alcantara (material)

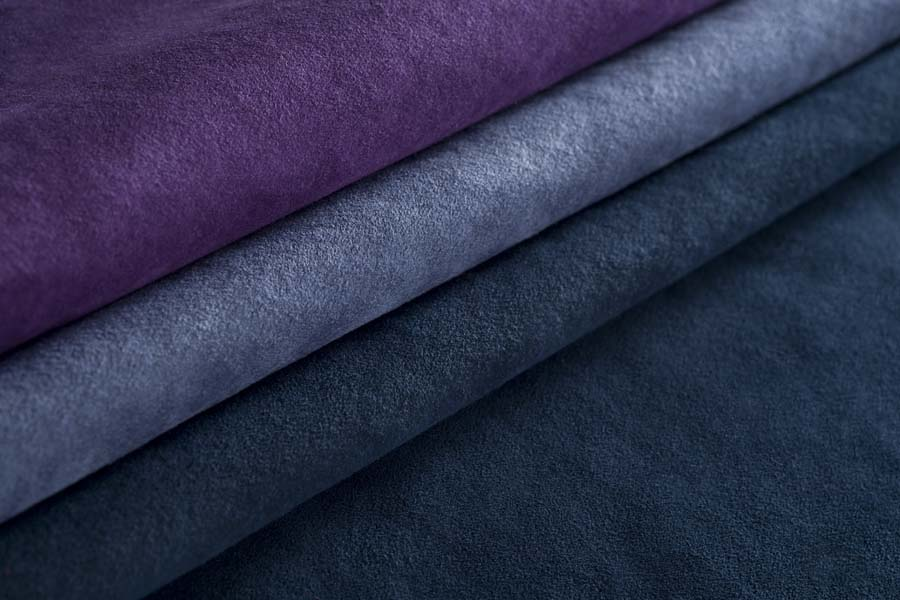
Exemple de alcantara

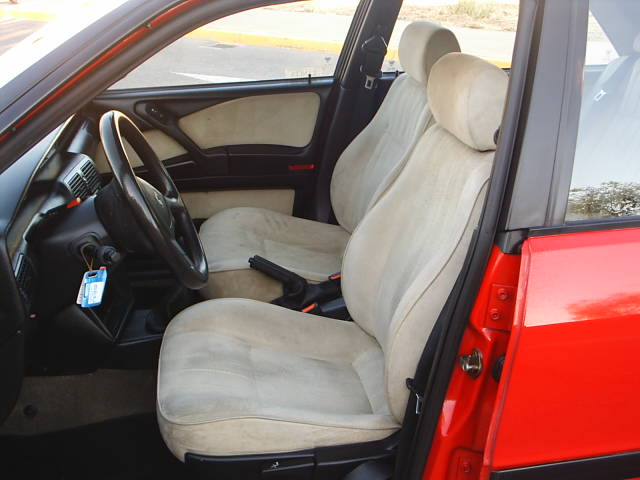
Alcantara în Lancia Delta

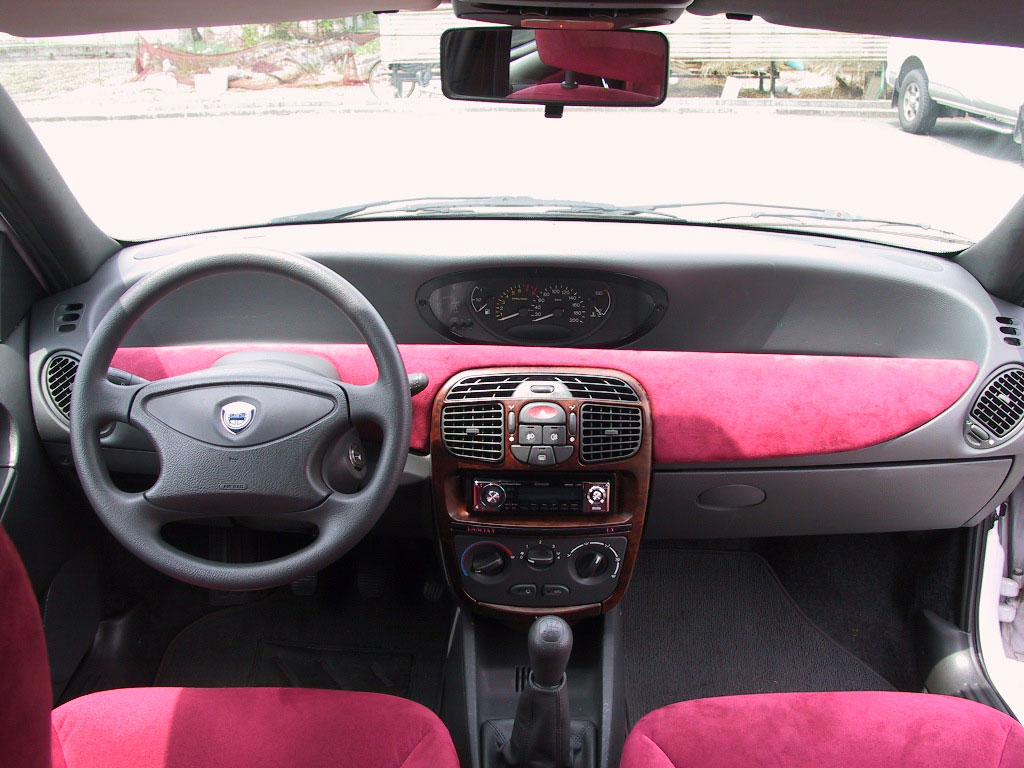
Alcantara în Lancia Y

Alcantara este un material compozit textil, fără urzeală și bătătură, utilizat la acoperirea celor mai diverse suprafețe și forme. ALACANTRA este o marcă înregistrată aflată în proprietatea Alcantara S.p.A. - Italia.

## Istoric
Materialul a fost creat în 1970 de către Miyoshi Okamoto, un cercetător de la compania chimică japoneză Toray Industries, ca o variantă a unui alt produs al lor, Ultrasuede, apărut cam în același timp. 
În anul 1972 grupul ENI - Italia, activ în domeniile energiei și petrochimiei și Toray Industries au creat Alcantara S.p.A. cu scopul de a produce și distribui acest material. De atunci, acest material de acoperire, rezultat al unei tehnologii unice, a fost distribuit în întreaga lume. 
Sediul social al Alcantara SpA este la Milano, iar uzina de producere este la Nera Montoro (Terni), în Umbria.

## Caracteristici
Procesul de producere al alcantara este rezultatul unei cercetări științifice de înaltă tehnologie și este protejată de brevete înregistrate fie la nivel național, fie la nivelul comunității europene, fie la nivel internațional. 
Alcantara se produce prin combinarea unui proces chimic de filare (ce produce fibre bi-componente numit „islands in the sea" cu denier foarte mic) cu procese de producție textilă (împâslire, întrețesere, impregnare, extracție, finisare, vopsire etc.) legate între ele.
În urma numeroaselor procese textile și chimice rezultă alcantara, un material compozit, extrem de rezistent, dar și 
moale, potrivit pentru numeroase destinații. Alcantara se folosește în multe domenii pentru acoperirea diferitelor suprafețe și forme: în lumea automobilelor (la interior), în mobilier și decorațiuni interioare (mai ales pentru scaune, canapele și accesorii), în yachting, în vestimentație și accesorii, în sectorul hi-tech.
Alcantara prezintă înalte calități funcționale, precum și caracteristici tehnice diferențiate după sectorul și destinația dorită. Aspectul suprafeței sale poate fi modificat prin diverse prelucrări.

## Imitații
Acest material a fost imitat de mai multe ori, iar pe piața internațională există astfel de produse și adeseori, chiar dacă în mod greșit, numele Alcantara este asociat cu toate aceste produse.